# يان كوان
يان كوان (بالإنجليزية: Ian Cowan)‏ (27 نوفمبر 1944 في المملكة المتحدة - 8 نوفمبر 2016 في المملكة المتحدة) هو لاعب كرة قدم بريطاني في مركز جناح ‏. لعب مع نادي فالكيرك.

## وصلات خارجية
- يان كوان على موقع قاعدة بيانات كرة القدم.إي يو (الإنجليزية)